# Vitamin Drop
Singles de Perfume (groupe)
Monochrome Effect
(2004) Linear Motor Girl
(2005)
Vitamin Drop (ビタミンドロップ) est le 5e single du groupe de J-pop Perfume.

## Membres
- Yuka Kashino (樫野 有香?)
- Ayaka Nishiwaki (西脇 綾香?)
- Ayano Ōmoto (大本 彩乃?)

## Pistes
Toutes les paroles sont écrites par Kinoko, toute la musique est composée par Yasutaka Nakata.
| No | Titre                           | Durée |
| -- | ------------------------------- | ----- |
| 1. | Vitamin Drop (ビタミンドロップ) |       |
| 2. | Inryoku (引力)                  |       |